# لا بارفا
لا بارفا (بالإسبانية: La Parva)‏ هيَ بلدة وَمنتجع تزلج يَقع على بُعد 50 كم (31 ميل) إلى الشَمال الشَرقي مِن سانتياغو عاصمة تشيلي. يَقع هذا المُنتجع في منتصف الوديان الثلاثة المُتضمنة إل كولورادو وَفال نيفادو.